# Esmail Vasseghi
Esmail Vasseghi (* 1946 in Täbriz) ist ein iranischer Perkussionist.
Vasseghi studierte am Konservatorium für iranische Kunst- und Nationalmusik Instrumente wie Tombak und Santur, parallel dazu an der Universität von Teheran Musikwissenschaft und Komposition. 1974 kam er nach Wien, wo er an der Musikhochschule Komposition studierte und sich unter dem Einfluss von René Clemencic mit mittelalterlicher europäischer Musik befasste.
Bis 1979 unterrichtete Vasseghi am Konservatorium und der Universität von Teheran. Seit 1980 ist er Mitglied des Clemencic Consort. Daneben arbeitet er auch mit Ensembles wie dem Trio von Toni Stricker und als Interpret traditioneller persischer Musik.

## Diskographie
- Duo - Clemencic & Vasseghi, 1987
- Music at the time of Notre-Dame in Paris mit dem Clemencic Consort, 1992
- Ancient Turkish Music in Europe (16th to 18th Century)

| Personendaten    | Personendaten            |
| ---------------- | ------------------------ |
| NAME             | Vasseghi, Esmail         |
| KURZBESCHREIBUNG | iranischer Perkussionist |
| GEBURTSDATUM     | 1946                     |
| GEBURTSORT       | Täbriz                   |